# Mixogaster anthermus
Mixogaster anthermus är en tvåvingeart som först beskrevs av Walker 1849.  Mixogaster anthermus ingår i släktet Mixogaster och familjen blomflugor. Inga underarter finns listade i Catalogue of Life.